# Aéroports du Mali

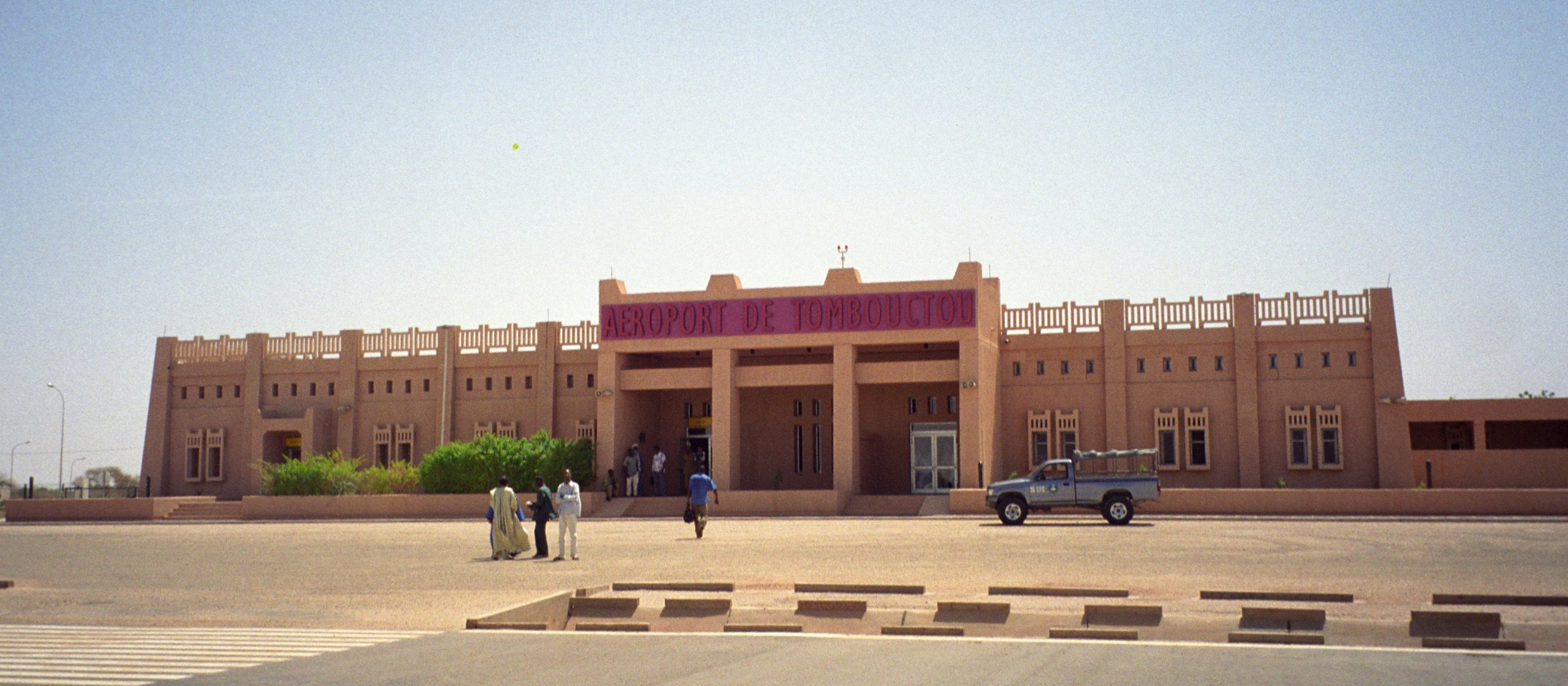
Aéroport de Tombouctou.

Aéroports du Mali (ADM) est une entreprise malienne chargé de l’exploitation commerciale, la protection et le développement des installations et équipements des aéroports du Mali ouverts à la circulation aérienne publique.
Aéroports du Mali a été créé en 1970 sous forme d’un établissement public.
Depuis le 1er janvier 2016, l'aéroport international de Bamako porte désormais le nom du père de l'indépendance du Mali, Modibo Keïta.
Il regroupe neuf aéroports répartis sur l’ensemble du territoire malien : six internationaux (Bamako-Sénou, Kayes Dag Dag, Mopti Ambodédjo,  Sikasso Dignagan, Tombouctou et Gao) et trois nationaux Nioro, Yélimané et Goundam.
Aéroports du Mali a pour mission d'assurer la gestion commerciale des aéroports, la coordination des activités sur les plates-formes aéroportuaires, le développement et l’amélioration des infrastructures qui lui sont confiés.
En 2003, le gouvernement malien a engagé une procédure d’appel d'offres international afin de mettre en concession la gestion des aéroports. Le Groupement Antoine Tabet/Bayindir/ARD a remporté l’appel d’offres et s’est engagé à
- prendre en concession l'aéroport international de Bamako-Sénou et les aéroports de Tombouctou et Gao et convenir d'une méthode de gestion pour les autres aéroports ;
- investir près de 60 milliards de francs CFA, dont 56 milliards dans la période 2004-2006, en accordant la priorité à la construction d'une nouvelle aérogare, d'une nouvelle piste d'envol, d'un parking avion ;
- reverser à l'État une redevance de concession payable annuellement ;
- embaucher une partie du personnel et assurer sa formation.

L'entreprise est dirigée par Lassina Togola depuis septembre 2020.